# Твоето име
„Твоето име“ (на японски: 君の名は。) е японски аниме филм от 2016 г. на създателя Макото Шинкай от студио „КоМикс Уейв Филмс“.
Дистрибутор е компания „Тохо“. Филмът е най-доброто аниме на Шинкай и 2016 година.

## Сюжет
Историята разказва за момче от Токио и момиче от провинцията. Между тях има някаква връзка. След като в продължение на седмици разменят телата си, докато спят, изведнъж тази способност изчезва от живота на героите. Момчето отива да търси момичето.

## Персонажи
| Персонаж            | Дата на раждане | Японски глас       | Роля                                        |
| ------------------- | --------------- | ------------------ | ------------------------------------------- |
| Таки Тачибана       | 9 май 1999      | Рюносуке Камики    | главен герой, студент                       |
| Мицуха Миямидзу     | 28 април 1996   | Моне Камишираиши   | главна героиня, студентка                   |
| Мики Окудера        | 22 януари 1992  | Масами Нагасава    | колегата на Таки на работа                  |
| Йоцуха Миямидзу     | 2 юли 2004      | Канон Тани         | по-малката сестра на Мицуха                 |
| Хитоха Миямидзу     | 4 март 1931     | Ецуко Ичихара      | бабата на Мицуха и Йоцуха, главата на храма |
| Кацухико Тешигавара | 18 януари 1996  | Рьо Нарита         | приятеля на Мицуха                          |
| Саяка Натори        | 1 февруари 1996 | Аой Юки            | приятелката на Мицуха                       |
| Цукаса Фуджи        | 1 октомври 1999 | Нобунага Шимадзаки | приятеля на Таки                            |
| Шинта Такаги        | 1998 / 1999     | Кайто Ишикава      | приятелката на Таки                         |
| Тошики Миямидзу     | няма информация | Масаки Терасома    | бащата на Мицуха и Йоцуха, кметът на града  |
| Футаба Миямидзу     | няма информация | Саяка Охара        | майката на Мицуха и Йоцуха                  |
| Юкари Юкино         | 1986            | Кана Ханадзава     | учителят по японска литература на Мицуха    |

## Продукция
От 2014 г. насам създателите преминават през няколко имена, преди филмът да стане известен като Kimi no Na Wa (яп. 君の名は。). Градът Итомори, където се случват основните събития, е фиктивен. Макото Шинкай е вдъхновен от пейзажа на Хида (града в префектура Гифу). От това Шинкай заимства много видове и места.

## Издаване
Филмът е издаден на Blu-ray и DVD в Япония на 26 юли 2017 г. През първата седмица Blu-ray продава 202 370 бройки.

## Премиери
| Страна                   | Дата на премиерата   |
| ------------------------ | -------------------- |
|                          | 3 юли 2016 г.        |
|                          | 26 август 2016 г.    |
|                          | 22 септември 2016 г. |
|                          | 9 октомври 2016 г.   |
|                          | 14 юли 2016 г.       |
| Република Китай (Тайван) | 21 октомври 2016 г.  |
|                          | 2 ноември 2016 г.    |
|                          | 10 ноември 2016 г.   |
|                          | 11 ноември 2016 г.   |

| Страна | Дата на премиерата |
| ------ | ------------------ |
|        | 18 ноември 2016 г. |
|        | 20 ноември 2016 г. |
|        | 24 ноември 2016 г. |
|        | 26 ноември 2016 г. |
|        | 1 декември 2016 г. |
|        | 2 декември 2016 г. |
|        | 7 декември 2016 г. |
|        | 8 декември 2016 г. |

| Страна | Дата на премиерата  |
| ------ | ------------------- |
|        | 14 декември 2016 г. |
|        | 28 декември 2016 г. |
|        | 13 януари 2017 г.   |
|        | 23 януари 2017 г.   |
|        | 23 февруари 2017 г. |
|        | 25 февруари 2017 г. |
|        | Март 2017 г.        |
|        | 2 април 2017 г.     |
|        | 28 април 2017 г.    |

| Страна | Дата на премиерата   |
| ------ | -------------------- |
|        | 4 май 2017 г.        |
|        | 3 август 2017 г.     |
|        | 25 август 2017 г.    |
|        | 7 септември 2017 г.  |
|        | 7 септември 2017 г.  |
|        | 7 септември 2017 г.  |
|        | 7 септември 2017 г.  |
|        | 28 септември 2017 г. |

## Музиката
Японската рок група РАДВИМПС издава музикален албум и съставя следните композиции:
| Kimi no Na wa / Your Name |
| --- |
| 1. „Yume Tōrō (夢灯籠, „Dream Lantern“)“ – 2:09 2. „Mitsuha no Tsūgaku (三葉の通学, „Mitsuha's Commute“)“ – 1:07 3. „Itomori Kōkō (糸守高校, „Itomori High School“)“ – 1:48 4. „Hajimete no Tōkyō (はじめての、東京, „First Time in Tokyo“)“ – 1:16 5. „Akogare Cafe (憧れカフェ, „Beloved Cafe“)“ – 1:29 6. „Okudera Senpai no Tēma (奥寺先輩のテーマ, „Okudera Senpai's Theme“)“ – 2:06 7. „Futari no Ihen (ふたりの異変, „Their accident“)“ – 2:36 8. „Zenzenzense (前前前世 (movie ver.), „Many Previous Existences“)“ – 4:44 9. „Goshintai (御神体, „Object of Worship“)“ – 3:24 10. „Dēto (デート, „Date“)“ – 4:03 11. „Akimatsuri (秋祭り, „Autumn Festival“)“ – 1:06 12. „Kioku o Yobiokosu Taki (記憶を呼び起こす瀧, „Taki Remembers“)“ – 1:40 13. „Hida Tanbō (飛騨探訪, „Searching for Hida“)“ – 1:29 14. „Kieta Machi (消えた町, „The Town that Disappeared“)“ – 1:55 15. „Toshokan (図書館, „Library“)“ – 1:42 16. „Ryokan no Yoru (旅館の夜, „Night at the Inn“)“ – 1:29 17. „Goshintai e Futatabi (御神体へ再び, „Once again to the Shrine“)“ – 2:21 18. „Kuchikamizake Torippu (口噛み酒トリップ, „Kuchikamizake Trip“)“ – 2:55 19. „Sakusen Kaigi (作戦会議, „Strategy Meeting“)“ – 2:20 20. „Chō Chō Settoku (町長説得, „Convincing the Mayor“)“ – 2:45 21. „Mitsuha no Tēma (三葉のテーマ, „Theme of Mitsuha“)“ – 4:02 22. „Mienai Futari (見えないふたり, „The Unseen Pair“)“ – 0:50 23. „Katawaredoki (かたわれ時, „Twilight“)“ – 2:47 24. „Supākuru (スパークル (movie ver.), „Sparkle“)“ – 8:54 25. „Dēto 2, (デート2, „Date 2“)“ – 2:09 26. „Nandemonaiya (なんでもないや (movie edit.), „It's Nothing“)“ – 3:15 27. „Nandemonaiya (なんでもないや (movie ver.), „It's Nothing“)“ – 5:44 |

## Роман
Авторът на романа също е Макото Шинкай. Романът е публикуван в Япония от компанията „Кадокава Шотен“ (яп. 株式会社角川書店) на 18 юни 2016 г. Книгата съдържа 262 страници.
В България романът е публикуван от "Пепърмил букс" (Peppermill Books) през 2022 г.

## Награди и номинации
| Година | Фестивал / Награда                              | Категория                                            | Номиниран(а)     | Резултат   |
| ------ | ----------------------------------------------- | ---------------------------------------------------- | ---------------- | ---------- |
| 2016   | 49-и Филмов фестивал в Ситгес                   | Най-добър анимационен пълнометражен филм             | Твоето име       | победа     |
| 2016   | 60-и Филмов фестивал в Лондон                   | Най-добър филм                                       | Твоето име       | номинация  |
| 2016   | 18-и Международен анимационен фестивал в Бушеон | Най-добра анимационна специална награда за отличие   | Твоето име       | победа     |
| 2016   | 18-и Международен анимационен фестивал в Бушеон | Награда на зрителски симпатии за най-добра анимация  | Твоето име       | победа     |
| 2016   | 29-и Международен филмов фестивал в Токио       | награда „Аригато“                                    | Макото Шинкай    | победа     |
| 2016   | 6-и Анимационна награда на Нютайп               | Най-добрата картина (филм)                           | Твоето име       | победа     |
| 2016   | 6-и Анимационна награда на Нютайп               | Най-добър саундтрак                                  | Твоето име       | подгласник |
| 2016   | 6-и Анимационна награда на Нютайп               | Най-добра основна мелодия                            | ZenZenZense      | подгласник |
| 2016   | 41-вата Филмова награда „Хоки“                  | Най-добрата картина                                  | Твоето име       | номинация  |
| 2016   | 29-а Награда за спортни филми на Никка          | Най-добър филм                                       | Твоето име       | номинация  |
| 2016   | 29-а Награда за спортни филми на Никка          | Най-добър режисьор                                   | Макото Шинкай    | победа     |
| 2016   | Асоциация на филмовите критици в Лос Анджелис   | Най-добър анимационен филм                           | Твоето име       | победа     |
| 2016   | Женски филмови критици кръг                     | Най-доброто анимирани момичета                       | Твоето име       | номинация  |
| 2017   | 44-та Награда на Ани                            | Най-добър анимационен независим филм                 | Твоето име       | номинация  |
| 2017   | 44-та Награда на Ани                            | Изключително постижение, режисура в анимационен филм | Макото Шинкай    | номинация  |
| 2017   | 21-вата Награда на Сателит                      | Най-добър анимационен филм                           | Твоето име       | номинация  |
| 2017   | 71-вата Награда на Майничи                      | Най-добър анимационен филм                           | Твоето име       | победа     |
| 2017   | 59-а Награда на Синя лента                      | Най-добър филм                                       | Твоето име       | номинация  |
| 2017   | 59-а Награда на Синя лента                      | Най-добър режисьор                                   | Макото Шинкай    | номинация  |
| 2017   | 59-а Награда на Синя лента                      | Специална награда                                    | Твоето име       | победа     |
| 2017   | 11-а Азиатска филмова награда                   | Най-добър сценарий                                   | Макото Шинкай    | номинация  |
| 2017   | 40-а Награда на японската филмова академия      | Отлична анимация на годината                         | Твоето име       | победа     |
| 2017   | 40-а Награда на японската филмова академия      | Анимация на годината                                 | Твоето име       | номинация  |
| 2017   | 40-а Награда на японската филмова академия      | Директор на годината                                 | РАДВИМПС         | номинация  |
| 2017   | 40-а Награда на японската филмова академия      | Сценарий на годината                                 | Макото Шинкай    | победа     |
| 2017   | 40-а Награда на японската филмова академия      | Изключително постижение в музиката                   | Макото Шинкай    | победа     |
| 2017   | 36-и фестивал на Анима                          | Награда на зрителски симпатии за най-добра анимация  | Твоето име       | победа     |
| 2017   | 11-а Награда на Сейю                            | Най-добър актьор                                     | Рюносуке Камики  | победа     |
| 2017   | 11-а Награда на Сейю                            | Най-добра актриса                                    | Моне Камишираиши | победа     |
| 2017   | 11-а Награда на Сейю                            | Награда за „Синергия“                                | Твоето име       | победа     |

## Любопитно
- Персонаж Юкари Юкино вече е познат на зрителя от „Градина на словата“.
- Филмът събира 355,3 млн. долара и минава „Отнесена от духовете“ в боксофис[22].